# Гаплогруппа E1b1b1b2a1 (Y-ДНК)
E1b1b1b2a1 (M34) — подгруппа на древе гаплогруппы E1b1b1b2a (M123).

## Место и время зарождения
Прародину гаплогруппы помещают в относительно небольшую область Ближнего Востока, охватывающую юго-восток Малой Азии и прилегающую часть Леванта (Сирию и Палестину), так как здесь с наивысшим разнообразием представлена как сама гаплогруппа, так и все её известные субклады — E1b1b1b2a1a (M84), E1b1b1b2a1a1 (M136) и E1b1b1b2a1b (M290), что может быть результатом длительного присутствия. Кроме Восточного Средиземноморья, гаплогруппа выявлена в регионах европейского Средиземноморья, на Британских островах, а также на Аравийском полуострове, но с относительно невысоким разнообразием.
Расчёт по методике[кто?] показывает, что возраст ближайшего общего предка всех известных современных носителей E1b1b1c1* составляет не менее 7000 лет, что предполагает присутствие данной гаплогруппы у народов западной части Передней Азии не позднее V тыс. до н. э.

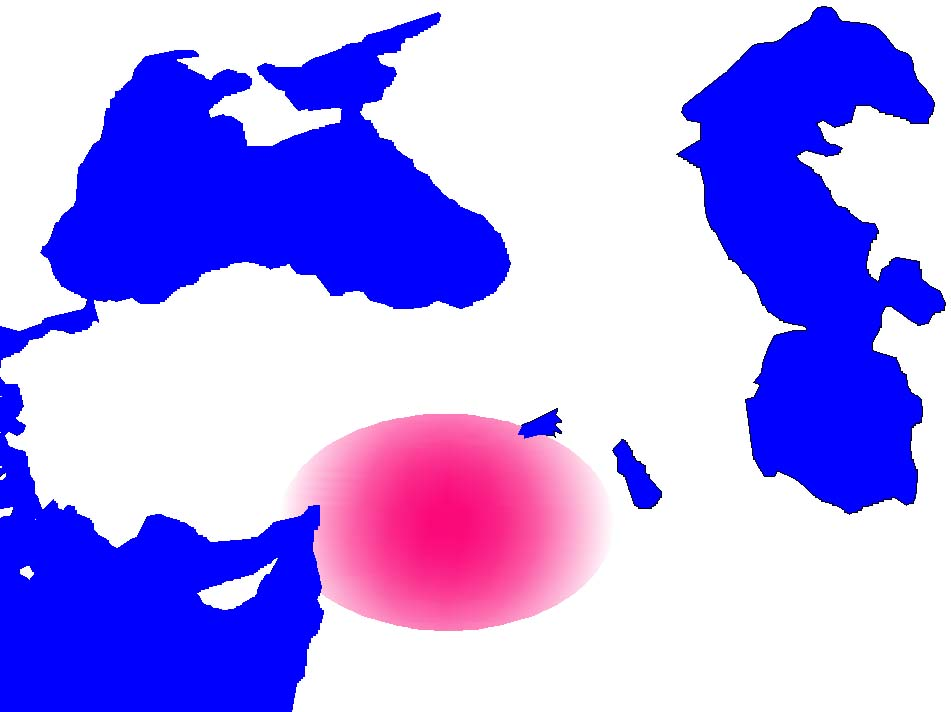
Предполагаемая прародина субклада M34

## Кластеризация. История расселения
Согласно классификации Haplozone E3b Project, все известные на сегодня гаплотипы E1b1b1b2a1* выделяются в кластеры.
| Кластер                             | Время возникновения | Характерные маркёры                                                                                       | Этнический состав                                                                               |
| ----------------------------------- | ------------------- | --- | ----------------------------------------------------------------------------------------------- |
| E1b1b1b2a1*-A (недоступная ссылка)  | 3500 лет назад      | DYS393=14/15, DYS390=23, DYS19=13/14/15                                                                   | Немцы, испанцы                                                                                  |
| E1b1b1b2a1*-B (недоступная ссылка)  | 500 лет назад       | | Арабы стран Персидского залива и Северной Африки                                                |
| E1b1b1b2a1*-C                       | 700 лет назад       | DYS393=14, DYS389=13/28, DYS448=19, DYS460=10, GATAH4=11, YCAII=19/22                                     | Жители Британских островов (англичане, валлийцы, шотландцы, ирландцы)                           |
| E1b1b1b2a1*-D1 (недоступная ссылка) | 1000 лет назад      | DYS393=14, DYS390=25, DYS19=13, DYS391=9, DYS447<=23, DYS460=10, GATAH4=10, YCAII=19/19, DYS576=12 или 13 | Евреи                                                                                           |
| E1b1b1b2a1*-D2                      | 3800 лет назад      | | Европейцы (греки, итальянцы, испанцы, французы, немцы, англичане), арабы Леванта, турки, армяне |

Существует отдельная категория гаплотипов E1b1b1b2a1-Misc (недоступная ссылка), не относящихся ни к одному из перечисленных кластеров. Такие гаплотипы обнаружены в тех же регионах, где и кластеры — Ближний Восток, Европа.

## E1b1b1b2a1 (M34) в этногенезе народов Передней Азии и Европы

#### V тыс. до н. э.
Время зарождения гаплогруппы (V тыс. до н. э.) приходится на расцвет халафской культуры. Известны колёсные повозки, орудия и изделия из меди и свинца

#### III—II тыс. до н. э.
Во III—II тыс. до н. э. на территории Леванта и Юго-восточной Анатолии были распространены семитские, индоевропейские и хурритский языки. Предположительно, в указанный период носителями гаплогруппы E1b1b1b2a1 (M34) могли быть следующие народы:

##### Северо-западные семиты
Северо-западные семиты — народы, говорившие на языках ханаанейской и арамейской подгрупп: аморейском, угаритском, древнеханаанейском, финикийском, моавитском языках и на арамейских диалектах. После вторжения в Ханаан древних евреев часть местного доеврейского населения была обращена в иудаизм и стала частью еврейского народа.

##### Хетты, митаннийские арии, армяне
Из народов индоевропейской семьи в рассматриваемом ареале в III—II тыс. до н. э. были представлены хетты, а также митаннийские арии и армяне. При допущении прародины общеиндоевропейского языка в Северной Сирии, образование «европейских» кластеров E1b1b1c1-D2 и E1b1b1c1-A около 4000 лет назад можно связать с миграцией носителей протогреческого и «древнебалканских» диалектов из Малой Азии на Балканы.

##### Хурриты
Хурритское население проживало в ряде районов Северной Сирии и Юго-восточной Анатолии, а также в ряде городов-государств от Палестины до Месопотамии. Вероятно, появление самостоятельной ветви E1b1b1c1 в Закавказье связано с миграцией носителей языков восточно-кавказской семьи в IV тыс. до н. э. из Передней Азии.

#### Эпоха арабских завоеваний (VII в. н. э.) и позже
С распространением ислама в VII в. начались арабские завоевания, в результате чего население Леванта, говорившее к тому моменту на близких арабскому семитских языках, сравнительно быстро полностью арабизировалось (см. статьи «Сирийцы», «Ливанцы»).
Население Северной Сирии и юго-восток Малой Азии впоследствии перешло на курдский и турецкий языки (см. статьи «Турки», «Курды»).

#### Антропологический тип
По своему антропологическому типу как древнее, так и современное население Леванта и Малой Азии относится к арменоидному варианту индо-средиземноморской расы, известному ещё по древним памятникам Передней Азии.